# وان چرچیل پلیس

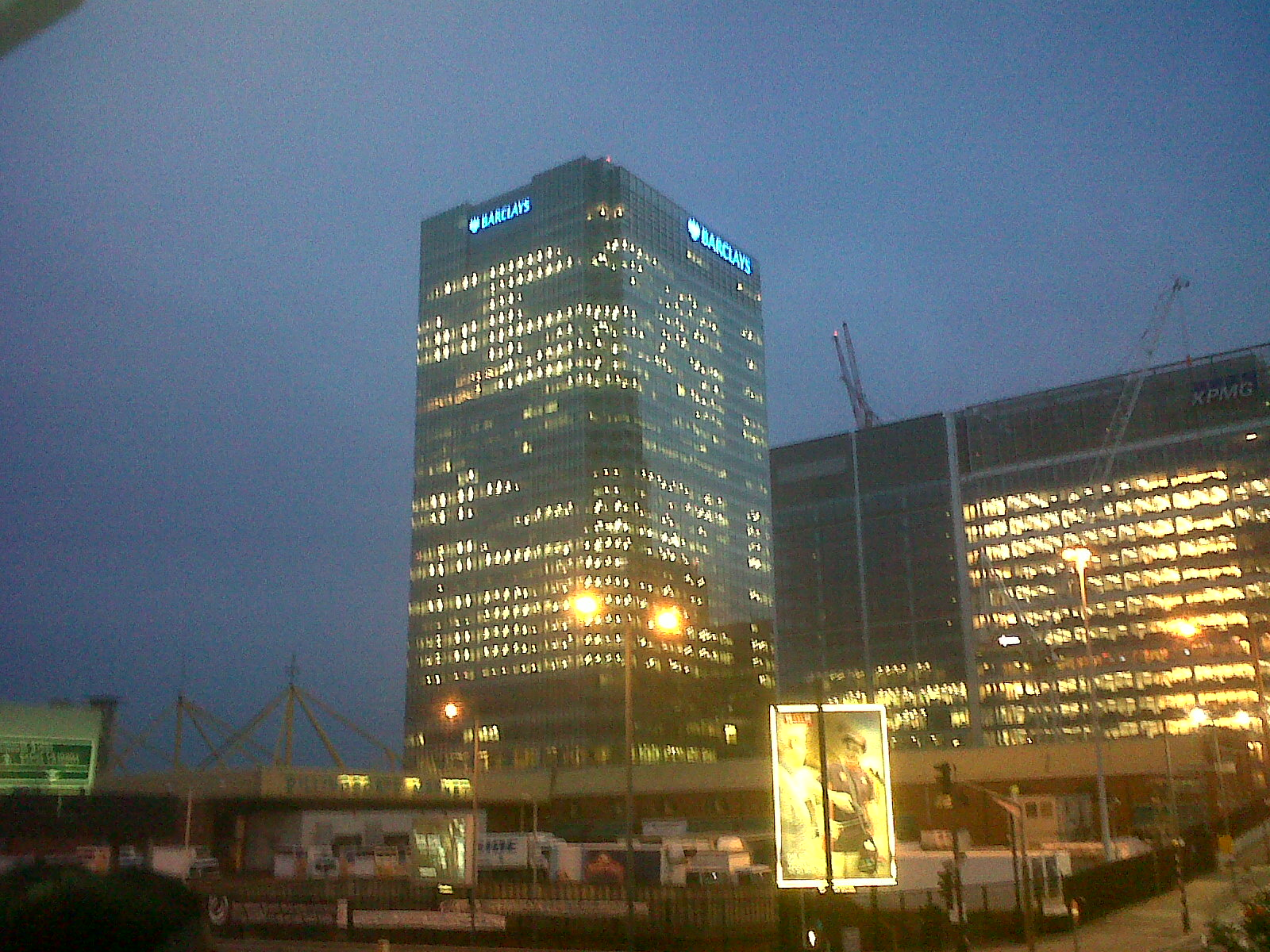

وان چرچیل پلیس (انگلیسی: One Churchill Place) یک آسمان‌خراش در شهر لندن، انگلستان است که مقر بانک بارکلیز می‌باشد..
این آسمان‌خراش که در ناحیه کنری وورف در منطقه تاور هملتس لندن قرار دارد در سال ۲۰۰۳ شروع به ساخت شده و در سال ۲۰۰۵ افتتاح شده است، این برج دارای ۳۲ طبقه و ۱۵۶ متر ارتفاع میشود.